# 雑司ヶ谷霊園
雑司ヶ谷霊園（ぞうしがやれいえん）は、東京都豊島区南池袋四丁目にある東京都立の霊園。面積は約12 ha。

## 概要
明治政府の自葬禁止（1872（明治5）年6月28日）、神葬地設定（1872（明治5）年7月13日）、火葬禁止（1873（明治6）年7月18日太政官第二百五十三号）、旧朱引内
の埋葬禁止、墓地令（1874（明治7）年6月22日）等の法令・布告・布達にともない共葬墓地の必要が生じ、東京府が東京会議所に命じて雑司ヶ谷旭出町墓地を造営
、1874年（明治7年）9月1日に開設。
この場所は江戸時代には御料地で、徳川家光の時代の寛永15年（1638年）に薬草を栽培するための御薬園となり、徳川吉宗の時代の享保4年（1719年）に将軍の鷹狩用の鷹を飼育する御鷹部屋となっていた。
1876年（明治9年）に東京会議所から東京府が管理事務を引き継ぎ、1889年（明治22年）に東京市の管轄となったのち、1935年（昭和10年）「雑司ヶ谷霊園」に名称変更。現在は東京都公園協会が管理している。
ジョン万次郎、小泉八雲、夏目漱石、竹久夢二、東條英機、永井荷風、サトウハチロー、東郷青児、大川橋蔵など著名人の墓が多くあり、夏目漱石の小説『こゝろ』の舞台にもなっている。

## アクセス
- 都電荒川線（東京さくらトラム）都電雑司ヶ谷停留場から徒歩5分。
- 東京メトロ有楽町線東池袋駅から徒歩10分。
- 東京メトロ副都心線雑司が谷駅から徒歩10分。
- JR・西武鉄道・東武鉄道池袋駅東口から徒歩15分。

都立公園公式サイトより。

## 著名人の墓

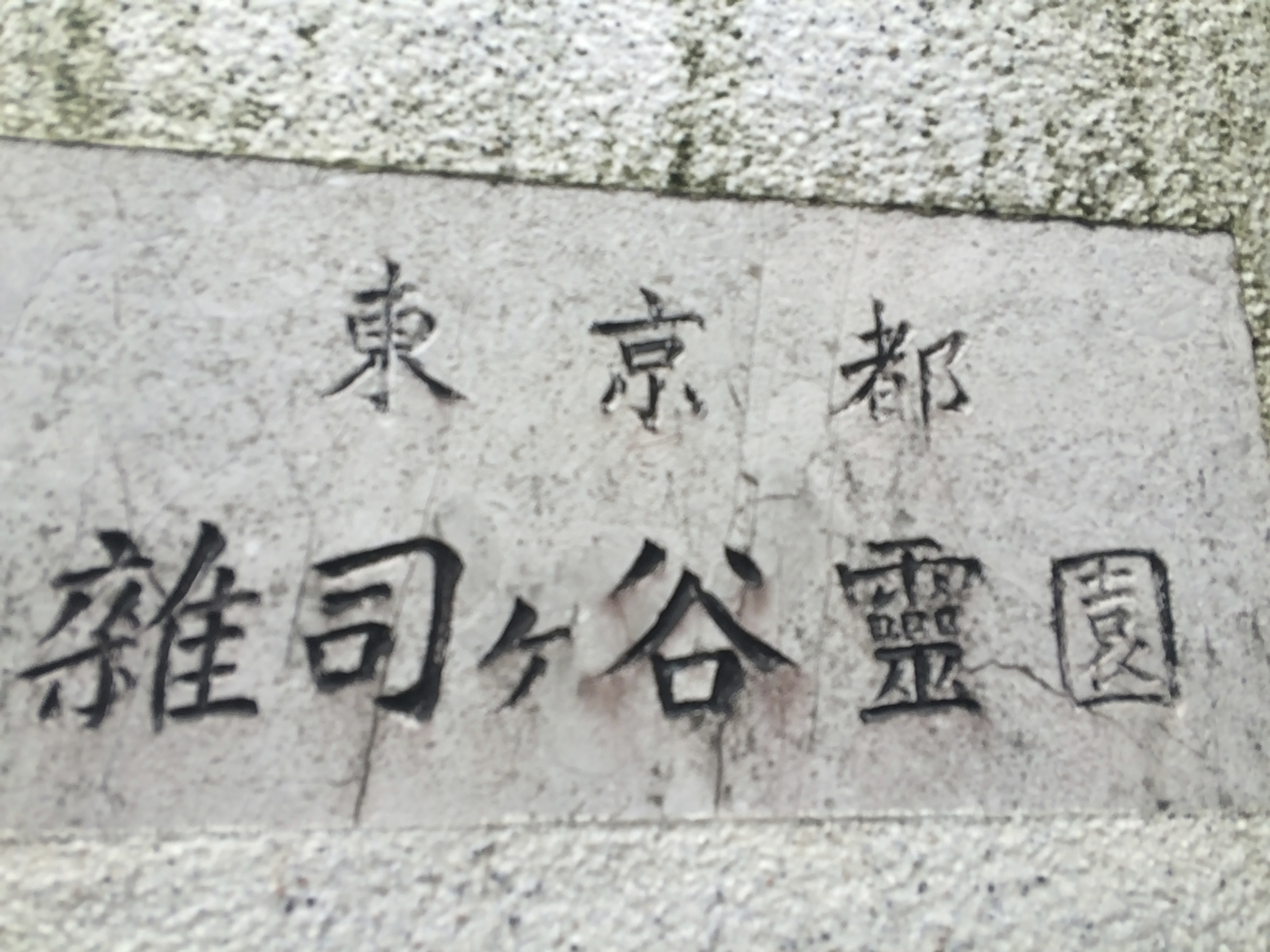
入口の説明

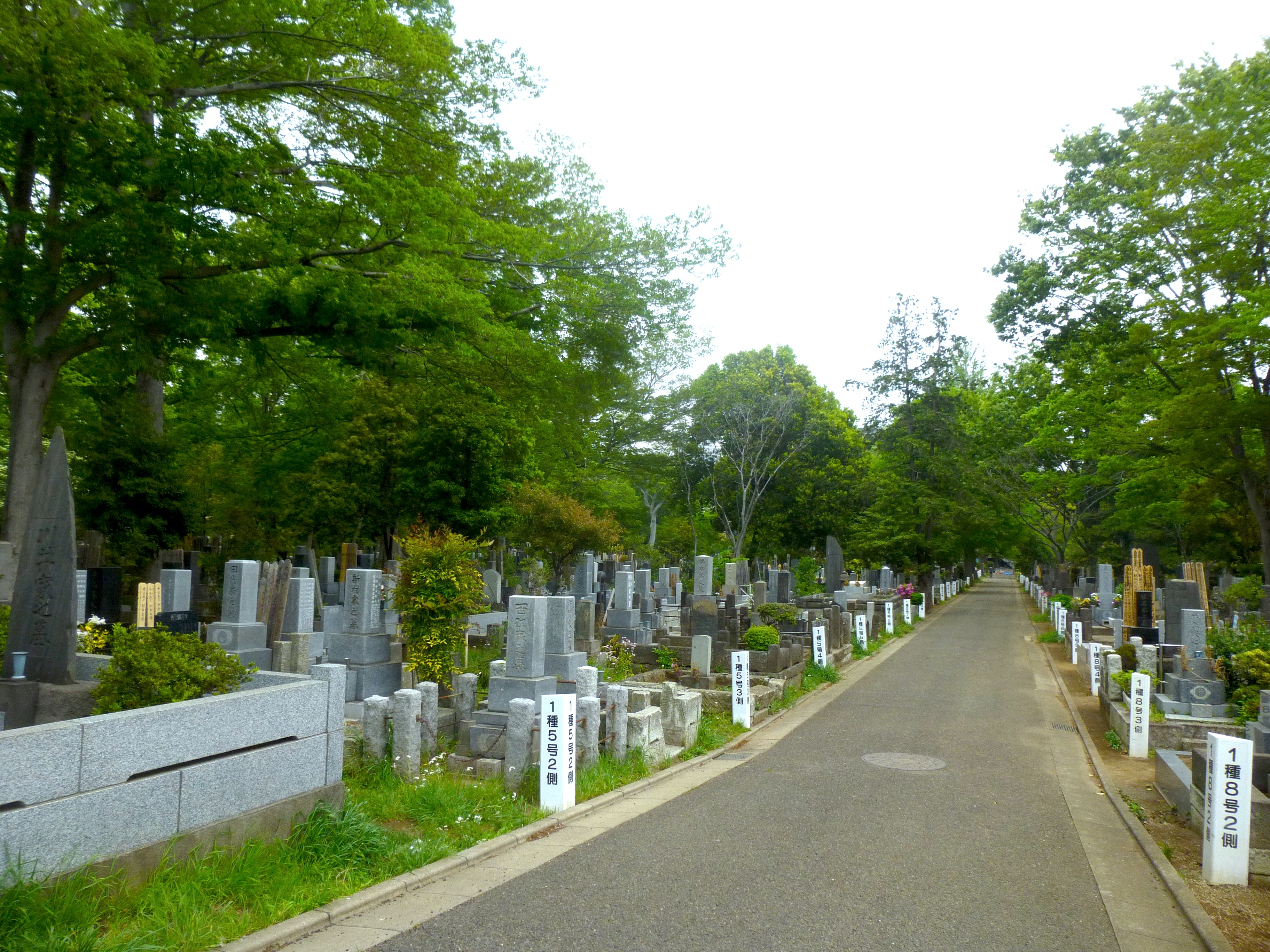
雑司ヶ谷霊園内の様子

- 池田菊苗
- いずみたく
- 十五代目市村羽左衛門
- 伊藤長七
- 岩瀬忠震
- 岩野泡鳴
- 初代江戸家猫八
- 大川橋蔵
- 尾形月耕
- 荻野吟子
- 小栗忠順
- 押川春浪
- 鬼坊主清吉
- 六代目尾上梅幸
- 川口浩
- 金田一京助
- 窪田空穂
- ラファエル・フォン・ケーベル
- 小泉八雲
- サトウハチロー
- 島津一郎
- ジョン万次郎
- 高橋順太郎
- 千葉定吉
- 千葉重太郎
- 林春雄
- 武島羽衣
- 竹久夢二
- 蔦田二雄
- 蔦田公義
- 東郷青児
- 東條英機
- 永井荷風
- 中村進午
- 成島柳北
- 成瀬仁蔵
- 夏目漱石
- 野沢那智
- 羽仁もと子
- 羽仁五郎
- 久松保夫
- 古川緑波
- 村山槐多